# Raymond Chow
Raymond Chow Man-wai (Hongkong, 8 oktober 1927 – aldaar, 2 november 2018) was een Hongkongse filmproducent en presentator. Hij heeft internationale bekendheid gegeven aan de Hongkongse cinema. Als oprichter van filmstudio Golden Harvest bracht hij enkele van de grootste sterren van het martialartsfilmgenre voort, waaronder Bruce Lee, Jackie Chan, Sammo Hung, Jimmy Wang Yu en Tsui Hark.

## Carrière
Chow studeerde af in journalistiek aan de St. John's University Shanghai in 1949. In 1951 trad hij toe tot de Amerikaanse radiozender Voice of America. Hij beoefende vechtkunsten onder leiding van Hung Ga-meester Lam Sai-wing.
Chow was tussen 1958 en 1970 de belangrijkste productie- en reclamemanager van filmmaatschappij Shaw Brothers. Hij huurde de studio van Cathay en contracteerde de tentoonstellingsketen van 104 bioscopen in Zuidoost-Azië. In die tijd was Cathay overheersend in de Maleisische filmindustrie. 
Toen Cathay de samenwerking van het bedrijf in Hongkong wilde beëindigen, verliet Chow Shaw Brothers om Golden Harvest op te richten samen met Leonard Ho in 1970. Hij werd een serieuze concurrent voor Shaw Brothers nadat de film The Big Boss (1971) werd uitgebracht. Onder leiding van Chow zette Golden Harvest twee decennia lang, van de jaren 1970 tot de jaren 1980, de maatstaf voor de Hongkongse cinema en verkoop.